# Могорић
Могорић је насељено мјесто у Лици. Припада граду Госпићу, у Личко-сењској жупанији, Република Хрватска.

## Географија
На југоистоку се граничи са Плочом, односно са Доњом Плочом, а на сјеверозападу са Павловцем Вребачким, сјеверно од Могорића је Личко средогорје, а јужно и југозападно је Личко поље. Кроз Могорић тече ријека Јадова. На подручју могорићког атара у Јадову утичу потоци Ковачица и Плочица.
Могорић је од Госпића удаљен 23 км, од Ловинца 16 км, а од Грачаца 36 км.

## Култура
У Могорићу је сједиште истоимене парохије Српске православне цркве. Парохија Могорић припада Архијерејском намјесништву личком у саставу Епархије Горњокарловачке, а чине је: Буљмизе, Крчевине и Милојевићи. У Могорићу је постојао храм Српске православне цркве Пренос моштију Св. оца Николаја саграђен 1766. године, а срушен 1949. године од стране комуниста.
Могорићка црква, према подацима Митрополије карловачке (подаци за 1905) сазидана је 1748. године у засеоку Илинац, а према подацима из осталих шематизама Српске православне цркве, обновљена је 1766. године. Посвећена је Светом Николи. Његове иконе осликао је Ђоко Петровић, молер из Грачаца.
Могорићка црква није била поштеђена за вријеме Другог свјетског рата. Интензивним бомбародовањем Могорића, италијански бомбардери су је оштетили 1942. године. Само су остали зидови и торањ. Остатак је, међутим, докрајчен у јуну 1949. године, када су комунисти са динамитом скинули преостали дио зидова и торањ. 2011. године је почела обнова храма.
Слава села је Пренос моштију Св. оца Николаја или у народу Николице, слави се 22. маја.

## Историја
Расположиви документи говоре да су на мјесту данашњег Могорића живјели дијелови племена Могоровића. Први подаци о Могоровићима у Лици потичу из 1248. године, а споменици о њима датирају из 15. и почетком 16. вијека. Историчар Клаић износи да су 1500. године имали 50 породица. То се племе у то вријеме релативно добро развило и држало је посједе у највећем дијелу Личке жупе. Процјењује се да су Могоровићи на личком подручју имали преко 300 кућа са око 1500 становника. Из тога племена потјецали су многи жупани, а међу три жупана, 1373. године спомиње се и Могор. Судећи по имену, он је био из племена Могоровића. Могао би бити предак оне породице из племена Могоровића која је у 15. и 16. вијеку носила презиме Могорић. Од 11. до 13. вијека Могоровићи су живјели код Задра, а када су провалили Монголи у те крајеве, помјерају се у Велебит и Лику.
Насеље Могорић развило се око ушћа потока Ковачнице у Јадову. Ту је у 15. вијеку Никола Могоровић подигао утврђење испод кога је била сазидана хришћанска богомоља. Ово насеље је у Меркаторовој карти означено као Могоровић, онако како се звало племе које је ту живјело. Име насеље Могорић јавило се у попису личких твђава из 1577. године, али су га неке породице краћим именом називале и пре Турака. Недалеко од ондашњег насеља Могорић развило се насеље Зеба. Оно се не спомиње у споменицима пре Турака, али је уписано у Меркаторову карту. Зеба је заселак Могорића који се развило око узвишења Вршељак.
У Зебу су Турци довели српско становништво послије 1528. године, гдје су саградили и твђаву. Нема података о животу тог становништва за вријеме турске владавине, али се поуздано зна да је Зеба послије одласка Турака представљала веће српско могорићко насеље.
Кад је Лика ослобођена од Турака 1686. године, у Могорићу је живјело муслиманско становништво које је насељено око тврђаве у селу. Сви муслимани су 1686. године отишли у Босну, за разлику од неких других тврђавних насеља у Лици гдје се дио муслимана покрстио и остао. Могорић није насељен одмах по ослобођењу, јер католички бискуп Главинић наводи да 1696. године тврђава стоји у селу, али је село празно. Крајишки попис из 1701. године наводи да у селу живи 66 породица, које су се морале доселити у задњих 5 година. Становништво Могорића је, с изузетком 3-4 породице, досељено из јужнијих крајева, подручја Книна, Обровца, Бенковца, као и Грахова и Петровца у Босни. Већина њих је избјегла из Босне као посљедица Великог турског рата 1683-1699.
Средином 19. века Могорић је место где се број становника повећава. Ту је 1847. године пописано 1587 православних Срба. Две деценије касније, 1867. године има их 1787 душа.
Могорић се од распада Југославије до августа 1995. године налазио у Републици Српској Крајини.

## Становништво
Према попису из 1991. године, насеље Могорић је имало 383 становника, међу којима је било 362 Срба, 4 Хрвата, 1 Југословен и 16 осталих. Према попису становништва из 2001. године, Могорић је имао 93 становника, углавном Срба. Према попису становништва из 2011. године, насеље Могорић је имало 110 становника.
| Националност       | 1991. | 1981. | 1971. | 1961. |
| Срби               | 362   | 528   | 735   | 936   |
| Југословени        | 1     | 20    | 2     |       |
| Хрвати             | 4     | 3     | 8     | 2     |
| остали и непознато | 16    | 11    | 19    | 2     |
| Укупно             | 383   | 562   | 764   | 940   |

| Демографија | Демографија | Демографија |
| Година      | Становника  | Становника  |
| ----------- | ----------- | ----------- |
| 1961.       | 940         |             |
| 1971.       | 764         |             |
| 1981.       | 562         |             |
| 1991.       | 383         |             |
| 2001.       | 93          |             |
| 2011.       |             | 110         |

## Попис 1991.
На попису становништва 1991. године, насељено место Могорић је имало 383 становника, следећег националног састава:
| Попис 1991.‍ | Попис 1991.‍ | Попис 1991.‍ | Попис 1991.‍ | Попис 1991.‍ |
| ----------- | ----------- | ----------- | ----------- | ----------- |
|             |             |             |             |             |
| Срби        | Срби        |             | 362         | 94,51%      |
| Хрвати      | Хрвати      |             | 4           | 1,04%       |
| Југословени | Југословени |             | 1           | 0,26%       |
| Руси        | Руси        |             | 1           | 0,26%       |
| Чеси        | Чеси        |             | 1           | 0,26%       |
| непознато   | непознато   |             | 14          | 3,65%       |
| укупно: 383 |             |             |             |             |

## Презимена
Презимена у Могорићу су:
| - Бањеглав - Басарић - Борић - Борковић - Вркић - Вурдеља - Вучковић - Ђаковић - Заклан - Илић - Корица - Кравић | - Кричковић - Крњајић - Кудуз - Лазић - Маљковић - Маргаретић - Милојевић - Радаковић - Стојисављевић - Томаш - Чанковић - Џодан |

## Знамените личности
- Лазо Радаковић, генерал-потпуковник ЈНА и народни херој Југославије
- Стеван Корица, народни херој Југославије
- Јово Кричковић, српски пјевач (крајишки и лички музички умјетник)